# William A. Fraker
William Ashman Fraker (Los Angeles, 29 de setembro de 1923 — Los Angeles, 31 de maio de 2010) foi um cineasta, diretor de fotografia e produtor cinematográfico norte-americano.